# جزر كوك
جزر كوك، هي دولة جزرية تقع في بولينيزيا ضمن أوقيانوسيا في جنوب المحيط الهادئ. تتألف من 15 جزيرة تمتد على مساحة إجمالية تقدر بحوالي 236.7 كيلومتر مربع، بينما تغطي منطقتها الاقتصادية الخالصة حوالي 1,960,027 كيلومتر مربع من المحيط. عاصمتها هي آواروآ.
تتمتع جزر كوك بالحكم الذاتي مع ارتباط حر بنيوزيلندا. ومنذ بداية القرن الحادي والعشرين، تدير جزر كوك شؤونها الخارجية والدفاعية بشكل مستقل، ولديها أيضًا قوانين جمركية خاصة بها. وعلى غرار معظم دول منتدى جزر المحيط الهادئ، لا تمتلك جزر كوك قوات مسلحة، ولكن لديها خدمة شرطة تمتلك زورق دورية قدمتها أستراليا لمراقبة مياهها. اتبعت جزر كوك في السنوات الأخيرة سياسة خارجية أكثر استقلالية وتميزًا، حيث شغل أحد مواطنيها، هنري بونا، منصب الأمين العام لمنتدى جزر المحيط الهادئ من 2021 إلى 2024. يعتبر معظم سكان جزر كوك مواطنين نيوزيلنديين أيضًا، ولكنهم يتمتعون بوضع مواطني جزر كوك، وهو وضع لا يُمنح لمواطني نيوزيلندا الآخرين. وتعد جزر كوك عضوًا نشطًا في جماعة المحيط الهادئ منذ عام 1980.
تتركز المراكز السكانية الرئيسية في جزيرة راروتونغا التي يبلغ عدد سكانها 10,863 نسمة وفقًا لتعداد 2021. ويقع مطار راروتونغا الدولي البوابة الرئيسية للبلاد في هذه الجزيرة. أظهر تعداد 2021 أن إجمالي عدد السكان في جزر كوك بلغ 14,987 نسمة. كما أن هناك عددًا كبيرًا من سكان جزر كوك في نيوزيلندا وأستراليا؛ حيث أظهر تعداد نيوزيلندا لعام 2018 أن 80,532 شخصًا يعتبرون أنفسهم من سكان جزر كوك أو من أصول جزر كوك، بينما سجل التعداد الأسترالي الأخير وجود 28,000 من سكان جزر كوك في أستراليا، العديد منهم يحملون الجنسية الأسترالية. تعد السياحة القطاع الاقتصادي الأبرز في جزر كوك، حيث استقبلت الجزر أكثر من 168,000 زائر في عام 2018، متفوقة بذلك على قطاعات أخرى مثل الخدمات المصرفية الخارجية، اللؤلؤ، الصادرات البحرية والفواكه.

## التسمية
تتألف جزر كوك من 15 جزيرة موزعة على مجموعتين، وقد كانت تُسمى بأسماء فردية في اللغات الأصلية، بما في ذلك لغة ماوري جزر كوك ولغة بوكابوكان، طوال فترة سكنها. أول اسم أطلقه الأوروبيون على الجزر كان "خينتي هيرموسا" (الناس الجميلة)، الذي أطلقه المستكشفون الإسبان على جزيرة راكاهانغا في عام 1606.
سُميت الجزر باسم الكابتن البريطاني جيمس كوك، الذي زار المنطقة في سبعينيات القرن الثامن عشر، وأطلق على جزيرة مانواي اسم "جزيرة هيرفي" تكريمًا لأوغسطس هيرفي [الإنجليزية]. وفي وقت لاحق، أصبحت الجزر الجنوبية تُعرف باسم "جزر هيرفي". في عشرينيات القرن التاسع عشر، أشار الأدميرال الروسي آدم يوهان فون كروزنشتيرن إلى الجزر الجنوبية باسم "جزر كوك" في أطلسه للمحيط الهادئ. لم يتم استخدام اسم "جزر كوك" للإقليم بأكمله (بما في ذلك الجزر الشمالية) حتى أوائل القرن العشرين، بعد أن تم ضمها إلى نيوزيلندا. في عام 1901، أقر البرلمان النيوزيلندي قانون حكومة كوك والجزر الأخرى، مما جعل اسم "جزر كوك" يشير فقط إلى بعض الجزر. ومع ذلك، تغير هذا الوضع في عام 1915 بعد إقرار قانون جزر كوك، الذي حدد حدود المنطقة وشمل جميع الجزر الحالية.
الاسم الرسمي للجزر بلغة ماوري جزر كوك هو "كوكي آيراني"، وهو نقل حرفي للاسم الإنجليزي.

## الدين
منتمين لكنيسة جزر كوك55.9% رومان كاثوليك 16.8% اليوم السابع 7.9% وقديسي اليوم الآخر 3.8%
بروتستانت 5.8% غير محدد 2.8% لا دين 3% مسلمون 0.06% .

## السياسة والحكم
حكم ذاتي في اطار اتحاد حر مع حكومة نيوزيلندا وحكومة الجزر مسؤلة تماما عن الشؤون الداخلية والدفاع والعلاقات الخارجية مسؤلية نيوزيلندا بالتعاون والاستشارة من حكومة جزر كوك وقد تم هذا الوضع في 4 أغسطس 1965 مع كل الحق في الانتقال إلى الاستقلال التام بعمل من جانب وواحد
مجلس الوزراء المختار بواسطة رئيس الوزارة؛ مسؤل امام البرلمان لدى الجزيرة ممثل لبريطانيا معيّن بواسطة الملكة، مندوب ساميّ نيوزيلاند معيّن بواسطة حكومة نيوزيلاند.
قائد حزب الأغلبيّة أو قائد ائتلاف الأغلبيّة يصبح عادة رئيسا الوزراء.

## البرلمان
الجزيرة ذات نظام برلماني من غرفتين الغرفة الأولى عبارة عن جمعية تشريعية مكونة من 25 عضو (24 عن أقاليم جزر كوك) وواحد عن المقيمين خارج الجزيرة وتكون مدة المجلس 5 سنوات (آخر انتخابات أُقيمت في سبتمر 2006)
الغرفة الثانية هي عبارة عن مجلس لوردات مكون من القيادات التقليدية في الجزر
ويقدم النصح على مسائل تقليديّة وله تأثيرا جديرا بالاعتبار، لكن لا يتناول سلطات تشريعيّات
في آخر انتخابات حصل الحزب الديمقراطي -ديمو- على 51.95 من الأصوات أو ما يعادل 15 مقعد وحصل حزب الCIP على 45.5 % من الأصوات أو ما يعادل 8 مقاعد وحصل المستقلون على مقعد واحد .

## العيد القومي
يوم الدستور أول اثنين من شهر أغسطس

## الاقتصاد
مثل العديد من جزرالمحيط الهادئ الجنوبيّ الآخرى، جزر كوك ذات تطوّر اقتصاديّ بطئ بسبب عزلة البلد عن الأسواق الأجنبيّة، محدودية السوق المحلي نقص الموارد الطبيعيّة، كوارث طبيعيّة مدمرة دورية، وبنية تحتية غير ملائمة
توفر الزراعة حواليى 70 من وظائف العمل المتاحة ومعظم الصادرات زراعية وهي عبارة عن لبّ جوز الهند المجفّف وثمرة ليمون. لآلئ سوداء هي صادرات جزر كوك الرئيسة
و نشاط صناعي محدود عبارة عن معالجة الفاكهة والملابس والصناعت اليدوية
و تعتمد البلاد على تحويلات العاملين في الخارج والمساعدات الاجنبية الكبيرة خاصة من نيوزيلندا مما يساهم في تقليل العجز التجاري
و تحاول البلاد الآن تشجيع الاستثمار والسياحة وتقليل الدين الاجنبي وو تطوير الإدارة الاقتصادية
معدل التضخم في البلاد 2.1% (2005.)
ميزانيّة:
إيرادات: $70.95 مليون
نفقات: $69.05 مليون؛ بما في ذلك مصروفات رأسماليّة $5.744 مليون
منتوجات زراعة:
لبّ جوز الهند المجفّف، ليمون، أناناسون، طماطم، فاصوليات، أشجار الببو، موز، yams، قلقاس، قهوة؛ خنازير، طيور دواجن
صناعات:
معالجة ثمرة، سياحة، صيد السّمك، لباس، صنائع
معدّل نموّ الإنتاج الصناعيّ:
1% (2002)
الكهرباء - إنتاج:
28 مليون كيلوات ساعة (2003)
الكهرباء - استهلاك:
34.46 مليون كيلوات ساعة (2005.)
نفط - استهلاك:
400 برميل /يوم 2003
حساب جاري ميزان:
$26.67 مليون
صادرات:
$5.222 مليون (2005)
صادرات - سلع:
لبّ جوز الهند المجفّف، دبات، ليمون معلب وطريّ ثمرة، قهوة؛ سمكة؛ لآلئ وعرق اللؤلؤ؛ لباس
صادرات - شركاء:
34% أستراليا، 27% اليابان، 25% نيوزيلاند، 8% الولايات المتّحدة (2004)
واردات:
$81.04 مليون (2005)
واردات - سلع:
موادّ غذائيّة، بزّ، وقودون، خشب، سلعة الإنتاج
واردات - شركاء:
61% نيوزيلاند، 19% فيجي، 9% الولايات المتحدة، 6% أستراليا، اليابان.
وتأتي جزر كوك في المركز 204 في أكبر اقتصادات العالم.

## الأمن والدفاع
فروع عسكريّة:
لا قوّات عسكريّة نظاميّة؛ وزارة الشرطة وإدارة الكوارث (2005)
جيش - :
حماية البلاد هي مسؤوليّة نيوزيلاند، في استشارة مع جزر كوك وفي طلبه